# RPG-7
RPG-7 je ruski ročni netrzajni minomet, ki je neposredni naslednik nemškega Panzerfausta iz druge svetovne vojne. Kljub stari zasnovi je še vedno najbolj razširjeno ročno netrzajno orožje na svetu, saj ga ima v svojih arzenalih več kot pedeset držav, poleg tega pa tudi različne teroristične organizacije in osvobodilne vojske. Netrzajni minomet je bil zasnovan kot protioklepno orožje, vendar so ga kasneje začeli uporabljati tudi proti helikopterjem, pehoti ter kot ročno artilerijo, ki je nadomeščala minomete.

## Zgodovina
Prvo ročno netrzajno orožje RPG-2 so Rusi izdelali kot kopijo nemškega protioklepnega orožja Panzerfaust kmalu po koncu druge svetovne vojne. Do leta 1961 so izdelali še model RPG-3 in RPG-4. Po letu 1961 pa so dokončno razvili model RPG-7. Družino RPG danes tvorijo modeli RPG-16, 18, 22, 26, 27, 29, A šmelj. Za vse modele so razvili več tipov bojnih konic. Orožje je relativno majhno, lahko, zelo učinkovito in enostavno za uporabo in vzdrževanje. Z njim ravnata dva vojaka vendar v skrajnih primerih zadostuje tudi en sam. RPG-7 je odigral pomembno vlogo med boji v Mogadišu (Somalija) leta 1994, kjer je sestrelil dva ameriška helikopterja UH-60 Black Hawk. Na podoben način so orožje uporabili tudi afganistanski mudžahidi med sovjetsko-afganistansko vojno. Pomembno vlogo ima to orožje tudi v bojih v Afganistanu in Iraku, kjer se piloti koalicijskih sil bojijo ravno izstrelkov iz orožja RPG.

## Zgradba
Netrzajni minomet je sestavljen iz »lanserja«, ki je gladka cev kalibra 40 mm s sprožilnim mehanizmom, držalom, merkom (optični in mehanski) in izstrelkom. Izstrelek je sestavljen iz pogonske polnitve, ki zgoreva v cevi in zagotavlja inicialni moment za izmet izstrelka, stabilizatorja s pogonskim motorjem, ki zagotavlja izstrelku let v preostalem delu leta in bojna konica. Stabilizator sestavljajo štiri zložljiva krilca, ki se razpnejo, ko izstrelek zapusti cev. Funkcija krilc je stabilizacija izstrelka med letom, manjša krilca na koncu izstrelka pa zagotavljajo vrtenje izstrelka okoli vzdolžne osi.
Pogonska polnitev požene izstrelek do hitrosti 117 m/s, po nekaj sekundah se aktivira pogonski motor in hitrost se poveča na 294 m/s. Lanser je dolg 953 mm brez izstrelka in 1340 mm z izstrelkom. Kaliber izstrelka se spreminja, sega pa od 70 do 105 mm. Njegova masa je od 2,6 do 4,5 kg.
Optični merek omogoča zadetje ciljev, oddaljene do 500 m. Mehanski merek je namenjen le za uporabo v kritičnih razmerah in v napadih na cilje na majhnih razdaljah. Učinkovit domet je do 500 m za nepremične in 300 m za premične cilje, največji domet pa so od 700 m pa do 1100 m, odvisno od tipa izstrelka. Na maksimalnih razdaljah se izstrelek tudi sam uniči; ravno zaradi te lastnosti je tako uporaben v boju proti helikopterjem. Od vrste izstrelka je odvisna tudi njegova prebojnost, ki se spreminja od 330 do 1000 mm jekla. Izstrelek naj bi teoretično lahko iz boja izločil vse sodobne tanke tretje in četrte generacije, tudi challenger in abrams.

## Večnamensko orožje
Čeprav je bil RPG prvotno namenjen protioklepnemu boju, je dejansko večnamensko orožje. V rabi je tudi kot orožje za uničevanje pomembnih utrjenih točk v nasprotnikovi obrambi, pa tudi kot nadomestilo za minometni ogenj. Njegovo večnamenskost omogočajo različne bojne konice. S termobarično konico je mogoče uničiti bunkerje ali mitralješko gnezdo. Taktika uporabe tega orožja se je razvijala vzporedno z razvojem tega orožja. Do srede osemdesetih let je na 110 do 120 vojakov prišlo eno orožje. Nato pa se je število orožij z razširitvijo področja uporabe na enoto povečalo, tako da danes na vsakih 10 do 12 vojakov prideta dva RPG. Za uničenje tanka je potrebna skupina z dvema do tremi orožji. Prvo orožje z uporabo izstrelka s kumulativnim polnjenjem prebije aktivni oklep, naslednji izstrelek nato prebije osnovni oklep, preostala orožja pa uničijo vozilo. Pomembno vlogo pri tem orožju igra samouničenje izstrelka. To se je pokazalo med sovjetskim posredovanjem v Afganistanu, ko so ti doživeli nenadne napade večjega števila RPG iz velikih razdalj, kar je dalo borcem dodaten čas za umik. Iztrelki iz takih razdalj niso le vznemirjali ruskih enot bilo je tudi veliko žrtev saj so učinki eksplozije izstrelka delovali tudi do 150m. Protihelikoptrsko uporabo tega orožja so začeli prakticirati mudžahidi in talibani. Helikopterje so napadali med pristajanjem, ko se je ta približal na 100 m ali v odletu na razdalji od 700 do 800 m, takrat je helikopter zajel snop eksplodiranih delcev mine, ki se je samouničila.

## Družina RPG
- RPG-2
- RPG-3
- RPG-4
- RPG-7
- RPG-16
- RPG-18
- RPG-22
- RPG-26
- RPG-29
- RPG-A šmelj